# Iker Unzueta
Iker Unzueta Arregui (Abadiño, 4 agosto 1998) è un calciatore spagnolo, attaccante del Lugo.

## Carriera
Unzueta è cresciuto nel settore giovanile del Durango, con cui ha debuttato il 1º settembre 2018 nell'incontro di Segunda División B perso 3-0 contro la Real Sociedad B. Ha segnato il suo primo gol il 24 agosto dell'anno successivo, nel successo per 3-0 sul Tolosa CF.
Nel 2020 è stato acqusitato dall'Amorebieta con cui al termine della stagione ha centrato la promozione in Segunda División. Ha debuttato nel campionato cadetto spagnolo il 14 agosto 2021 nell'incontro perso 2-0 contro il Girona ed ha segnato il primo gol stagionale il 3 novembre seguente contro il Real Valladolid. Nell'estate del 2022 è stato ceduto allo SD Logroñés in Primera Federación, dove ha disptato un ottimo campionato dal punto di vista personale con 12 reti in 37 partite.
Il 3 giugno 2023 ha firmato un contratto biennale con il Vizela, club di Primeira Liga. Ha debuttato con i lusitani il 22 luglio nella partita di Taça da Liga vinta 2-1 contro il Marítimo. Nel mercato invernale, a causa dello scarso utilizzo, ha fatto ritorno in Spagna in prestito all'Amorebieta dove ha giocato con maggior costanza.
Rientrato al Vizela, nel frattempo retrocesso in Segunda Liga, ha giocato due incontri contribuendo con un gol al successo sull'União Leiria prima di passare a titolo definitivo all'Huesca il 28 agosto 2024.
Il 12 agosto 2025 si trasferisce a parametro zero al Lugo, militante in Primera Federación.

## Statistiche
Statistiche aggiornate al 12 agosto 2025.

### Presenze e reti nei club
| Stagione          | Squadra           | Campionato        | Campionato | Campionato | Coppe nazionali | Coppe nazionali | Coppe nazionali | Coppe continentali | Coppe continentali | Coppe continentali | Altre coppe | Altre coppe | Altre coppe | Totale | Totale | Totale |
| Stagione          | Squadra           | Comp              | Pres       | Reti       | Comp            | Pres            | Reti            | Comp               | Pres               | Reti               | Comp        | Pres        | Reti        | Pres   | Reti   |        |
| ----------------- | ----------------- | ----------------- | ---------- | ---------- | --------------- | --------------- | --------------- | ------------------ | ------------------ | ------------------ | ----------- | ----------- | ----------- | ------ | ------ | ------ |
| 2018-2019         | Durango           | SDB               | 17         | 0          | CR              | 1               | 0               | -                  | -                  | -                  | -           | -           | -           | 18     | 0      |        |
| 2019-2020         | Durango           | TD                | 28         | 5          | CR              | 0               | 0               | -                  | -                  | -                  | -           | -           | -           | 28     | 5      |        |
| Totale Durango    | Totale Durango    | Totale Durango    | 45         | 5          |                 | 1               | 0               |                    | -                  | -                  |             | -           | -           | 46     | 5      |        |
| 2020-2021         | Amorebieta        | SDB               | 27         | 6          | CR              | 2               | 0               | -                  | -                  | -                  | -           | -           | -           | 29     | 6      |        |
| 2021-2022         | Amorebieta        | SD                | 24         | 2          | CR              | 2               | 0               | -                  | -                  | -                  | -           | -           | -           | 26     | 2      |        |
| 2022-2023         | SD Logroñés       | PF                | 37         | 12         | CR              | 0               | 0               | -                  | -                  | -                  | -           | -           | -           | 37     | 12     |        |
| 2023-gen. 2024    | Vizela            | PL                | 2          | 0          | CP+CdL          | 1+2             | 0               | -                  | -                  | -                  | -           | -           | -           | 5      | 0      |        |
| gen.-giu. 2024    | Amorebieta        | SD                | 20         | 5          | CR              | 0               | 0               | -                  | -                  | -                  | -           | -           | -           | 20     | 5      |        |
| Totale Amorebieta | Totale Amorebieta | Totale Amorebieta | 71         | 13         |                 | 4               | 0               |                    | -                  | -                  |             | -           | -           | 75     | 13     |        |
| ago. 2024         | Vizela            | LdH               | 2          | 1          | CP+CdL          | 0               | 0               | -                  | -                  | -                  | -           | -           | -           | 2      | 1      |        |
| Totale Vizela     | Totale Vizela     | Totale Vizela     | 4          | 1          |                 | 3               | 0               |                    | -                  | -                  |             | -           | -           | 7      | 1      |        |
| 2024-2025         | Huesca            | SD                | 26         | 1          | CR              | 2               | 1               | -                  | -                  | -                  | -           | -           | -           | 28     | 2      |        |
| 2025-2026         | Lugo              | PF                | -          | -          | CR              | -               | -               | -                  | -                  | -                  | -           | -           | -           | -      | -      |        |
| Totale carriera   | Totale carriera   | Totale carriera   | 183        | 32         |                 | 10              | 1               |                    | -                  | -                  |             | -           | -           | 193    | 33     |        |